# Vexillum leyteensis
Vexillum leyteensis is een slakkensoort uit de familie van de Costellariidae. De wetenschappelijke naam van de soort is voor het eerst geldig gepubliceerd in 2009 door Poppe, Tagaro & Salisbury.